# Aeroportul Chehalis–Centralia
Aeroportul Chehalis–Centralia (IATA: CLS, ICAO: KCLS, FAA LID: CLS) este un aeroport din Chehalis⁠(d), Comitatul Lewis, Washington, Washington, Statele Unite ale Americii ce deservește zona Chehalis⁠(d). Aeroportul a fost tranzitat în 2017 de 4 pasageri. A fost numit după zona deservită.
Situat la o altitudine de 54 m, aeroportul dispune de 1 pistă.

## Infrastructură

### Piste
Aeroportul dispune de o singură pistă. Pista 16/34 are suprafața de beton și dimensiunile 5.000 picioare × 140 picioare. 